# 关君蔚
关君蔚（1917年5月23日—2007年12月29日），男，辽宁沈阳人，中国水土保持和生态控制系统工程专家，中国工程院院士。

## 生平
1941年毕业于东京高等农林学校（现日本东京农工大学），获技术士学位。1995年当选为中国工程院院士。